# 咒怨2
《咒怨2》（日语：呪怨2）是一部在2003年上映的電影。其由清水崇導演，酒井法子和藤貴子主演。其是咒怨系列的第二集和《咒怨》的續集，在2003年8月23日在日本發行。
系列讲述了在东京練馬區一栋房子里被谋杀的主妇所引发的诅咒。凡是进入这栋房子的人都会被诅咒，而自从谋杀发生后，所有与这栋房子有联系的人都遭遇了可怕的命运。在本片中，热门电视恐怖节目的导演圭介邀请了尖叫女王京子原濑作为特邀嘉宾，参加一集在练马区这栋房子里拍摄的节目。随着拍摄的进行，诅咒开始降临在所有参与拍摄的人身上，包括京子自己。与系列中的其他电影一样，剧情以非线性叙述，多个片段相互交织。

## 劇情
和《咒怨》系列的其他电影一样，该片的故事发生在一段时间内，以非线性顺序，通过六个相互交叠的片段呈现。主要情节围绕已故佐伯一家被诅咒的房子展开，佐伯伽椰子因对其他男人的迷恋引发的惨案，导致了复仇诅咒的诞生。任何进入房子的人都会被佐伯家的鬼魂吞噬。片段以以下顺序呈现：京子、朋香、惠、圭介、千春，以及伽椰子。剧情按时间顺序展开。
怀孕的电影演员原濑京子和未婚夫石仓将志在京子出演了一档灵异电视节目后驾车回家。佐伯俊雄的鬼魂出现后，他们的车发生了车祸。将志陷入昏迷，而京子流产。京子遇见了俊雄，俊雄摸了她的肚子后消失，她告诉母亲那一定是她失去的孩子的灵魂。三个月后，医生告知京子已怀孕三个月，这让她震惊不已。当天晚上，京子的母亲在家中看到俊雄后死亡。京子的怀孕原因将在其他片段中揭示。
京子加入摄制组，在東京練馬區的佐伯家拍摄一集灵异节目。摄制组有导演大国圭介、主持人三浦朋香和发型师大林惠。虽然伽椰子引发了一些技术故障，不过拍摄还是进行得相当顺利。圭介在办公室睡着，没有注意到录像中的超自然现象。在更衣室里，惠突然被压在地上，闪回画面显示她在模仿伽椰子的死状。伽椰子随后杀死了惠。
与此同时，朋香在公寓里听到奇怪的声音，尤其是每晚12:27的撞击声。朋香的男朋友山下典孝在拍摄后的夜晚去了她的公寓。当朋香回家时，发现他被一团黑发吊死，并被俊雄推到墙上，发出撞击声。伽椰子也吊死了朋香，她在12:27分死去。回到现在，将志从昏迷中苏醒，但失语并坐上了轮椅，对京子的再次怀孕反应激烈。
圭介开车送京子回家，他们看到惠消失在她的家里。在里面，圭介遇到了惠的鬼魂，她把伽椰子的日记给了圭介。圭介怀疑京子车祸幸存是有意为之。京子和圭介被伽椰子和惠的鬼魂所困扰，于是京子回到那栋房子，遇到了一名试图逃跑的少女千春，然后在伽椰子抓走千春后开始分娩。千春曾出现在《咒怨》里。在千春片段中，她在不同时期不断进入又离开那栋房子，最后被诅咒夺走生命，死在朋友的怀里。
圭介来到房子，看到千春在里面，但只找到昏迷的京子。京子被紧急送往医院，顺利分娩，但混乱随即发生——将志似乎跳楼自杀，俊雄在分娩时现身，在场的医护人员都被吓死。圭介进入产房，却看到伽椰子从京子的身体里爬出来，杀死了他。京子醒来后，发现她的新生儿在身边。她将孩子紧紧抱住。
几年后，练马区的一个男孩遇见了京子和她的女儿，女儿看起来像伽椰子。京子被她邪恶的女儿推下桥，而她的女儿则带着伽椰子的日记走开了。

## 演员
- 酒井法子 饰 原濑京子
- 葛山信吾 饰 大国圭介
- 新山千春 饰 三浦朋香
- 山本繪美 饰 大林惠
- 堀江慶（日语：堀江慶） 饰 山下典孝
- 市川由衣 饰 千春
- 斋藤步（日语：斎藤歩） 饰 石仓将志
- 黒石えりか（日语：黒石えりか） 饰 宏美
- 水木薰 饰 原濑亚纪
- 結城しのぶ（日语：結城しのぶ） 饰 石仓薫
- 藤貴子（日语：藤貴子） 饰 佐伯伽椰子
- 尾关优哉 饰 佐伯俊雄

## 票房
在日本取得了 915,133 美元，在全球獲得了2,705,820 美元。

## 外部連結
- 互联网电影数据库（IMDb）上《咒怨2》的资料（英文）
- Box Office Mojo上《咒怨2》的資料（英文）

- AllMovie上《咒怨2》的资料（英文）
- 爛番茄上《咒怨2》的資料（英文）*